# 莱蒙
莱蒙（法語：Laimont，法語發音：[lɛmɔ̃]），法国东北部市镇，位于大东部大区默兹省，隶属于巴勒迪克区，其市镇面积为10.77平方公里，2022年1月1日时人口数量为426人，在法国城市中排名第18,169位。
莱蒙位于默兹省西部，奥尔南河右岸，三个方向的干线公路在此交汇。

## 地名来源

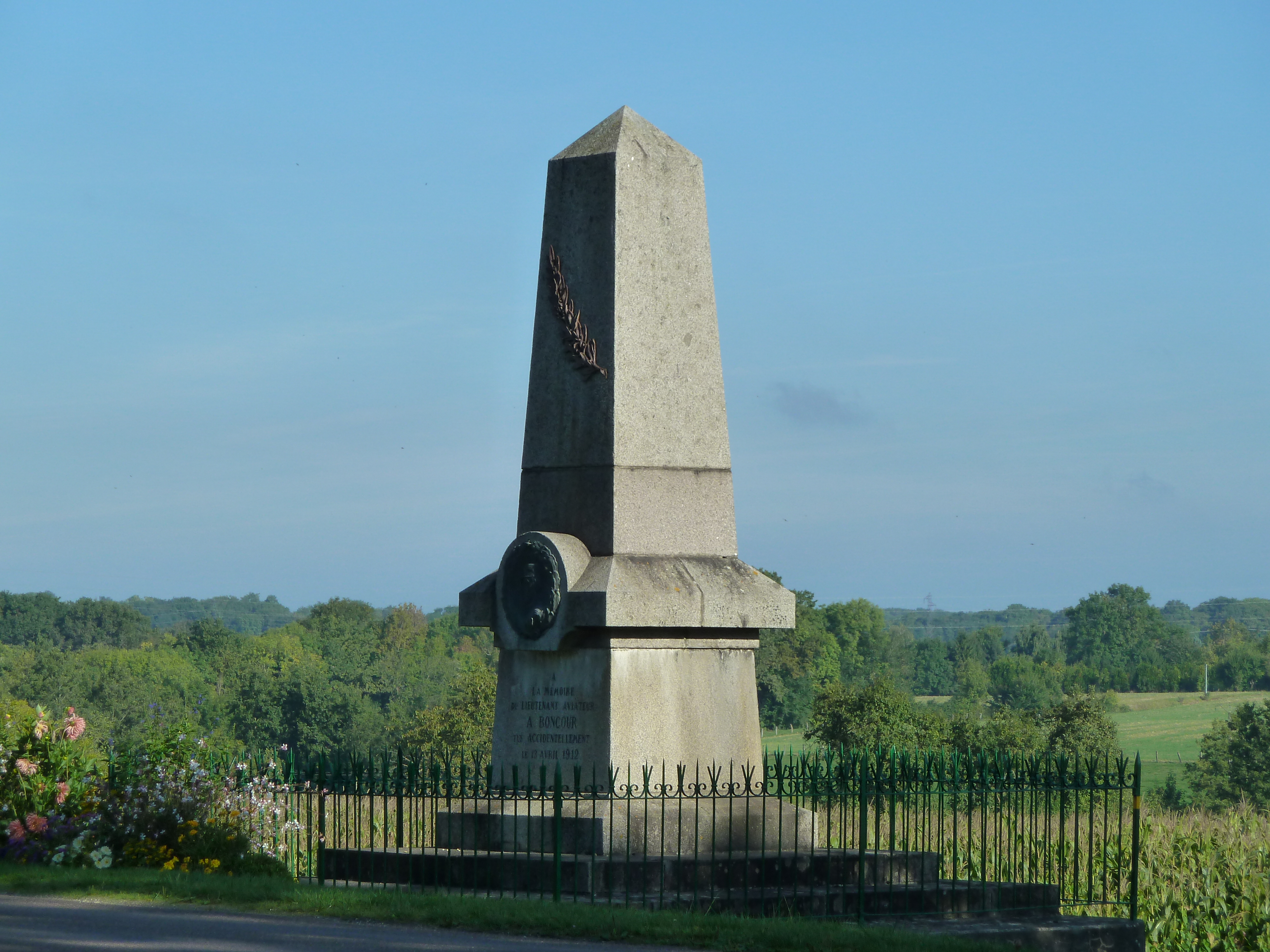
烈士纪念碑

“莱蒙”一名来源及含义均尚有待考证。

## 历史
莱蒙的早期历史尚不清楚，该地历史上长期为一处普通农业村落，其境内的一处中世纪建筑遗址在20世纪90年代被发现。莱蒙圣雷米教堂于15世纪建成。法国大革命后，莱蒙成为默兹省的一个市镇。第一次世界大战期间，莱蒙曾遭到一定程度的破坏。战争结束后，莱蒙境内建成了烈士纪念碑，圣雷米教堂被列入法国文物保护单位。

## 地理

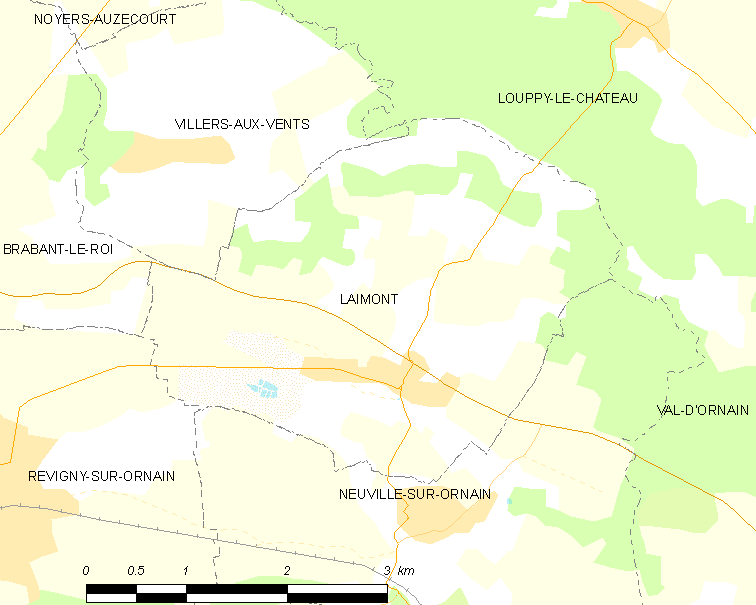
莱蒙市镇范围地图

莱蒙位于法国东北部，大东部大区西部和默兹省西部，距离省会巴勒迪克大约12公里。与莱蒙接壤的市镇包括：卢皮堡、布拉邦勒鲁瓦、奥尔南河畔讷维尔、奥尔南河畔勒维尼、瓦勒多尔南和维莱欧旺。

### 地形
莱蒙位于巴鲁瓦地区西北部，境内以平原和浅丘为主，市镇中心地势较为平坦，全境海拔在147到195米之间。

### 水文
奥尔南河自东向西流经莱蒙市镇南境，一条名叫“Bau”的小溪发源于莱蒙市区北侧。

### 植被
莱蒙属于温带阔叶混交林区，林地广泛分布于河流附近。
在鲜花城市的评比中，莱蒙暂未被评级。

### 气候
莱蒙在柯本气候分类法中属于带有一定大陆性气候特征的温带海洋性气候（Cfb）。

## 行政区划
莱蒙的市镇编号为55272，邮政编号为55800。
在行政管理方面，莱蒙隶属于法国大东部大区默兹省巴勒迪克区；在地方选举方面，莱蒙隶属于奥尔南河畔勒维尼县，其市镇范围全境被划入默兹省第一选区；在社会管理方面，莱蒙是奥尔南河畔勒维尼地区市镇公共社区的组成部分。
截至2024年4月，莱蒙市镇范围内暂无任何城市敏感街区及城市政策优先街区。
法国国家统计与经济研究所（简称）在进行数据统计时，未将莱蒙划入任何城市核心区（Unité urbaine）及城市区（Aire urbaine）。自2020年起，莱蒙被划入包含86个市镇的莱蒙城市辐射区。此外，还将莱蒙市镇整体看作一个“块区”（IRIS），以便于统计人口分布情况。

## 交通

### 公路
默兹省省道D75线、D75a线、D122线和D994线在莱蒙境内交汇。大东部大区公共交通下属的默兹省城际客运63线经停莱蒙，可通往塞迈兹莱班和巴勒迪克。
2020年，85.5%的莱蒙家庭拥有至少一辆私人汽车。2019年，莱蒙境内未发生任何交通事故。
| 25 | 55 |

| 27 | 35 |

| 经D994（东行） |

| 巴勒迪克 | 12 |

| 经D75 |

| 兰斯 | 100 |

| 经D994（西行） |

| 奥尔南河畔勒维尼 | 5 |

### 铁路
距离莱蒙最近的运营中的客运铁路车站为5.5公里外的奥尔南河畔勒维尼站，该站停靠往返于香槟沙隆和南锡一线的区域列车。

### 航空
莱蒙距离洛林机场的公路里程大约103公里。

### 城市公共交通
截至2024年4月，莱蒙暂无城市公共交通系统。

## 政治
莱蒙的现任市长为迪迪埃·洛朗先生（Didier LAURENT），他是一名无党派人士，在2020年的市政选举中获得了100%的支持率（无其他候选人）。
在2022年的法国总统大选的第二轮选举中，法国极右翼政党国民阵线主席玛丽娜·勒庞和法国第25任总统埃马纽埃尔·马克龙在莱蒙各获得了50%的支持率。

## 人口
2021年，莱蒙市镇人口数量为426，在法国排名第18,169位。其中男性216人，女性215人，75岁及以上人口占7.0%，外籍人口数量为3人，人口密度为40人/平方公里，当地居民被称为。2022年，莱蒙境内出生3人，死亡人口6人。
| 莱蒙1901年－2021年人口变化情况 |
|                                |
| 数据来源：Cassini、INSEE       |

## 经济
2023年，莱蒙市镇范围内共有各类用人单位59家，比上一年新增9家。

## 财政与居民收入
2022年，莱蒙的财政收入总额为687,950欧元，财政支出总额为383,160欧元，当年的债务总额为314,480欧元。 2022年，莱蒙市镇通过增值税获得38,400欧元的收入，此外当地还共获得了740欧元的国家直接财政补助。
| 莱蒙居民收入情况                                 | 莱蒙居民收入情况 | 莱蒙居民收入情况      | 莱蒙居民收入情况 |
| 内容                                             | 莱蒙             | 法国                  | 统计年份         |
| ------------------------------------------------ | ---------------- | --------------------- | ---------------- |
| 征税家庭总数                                     | 185              | 1,081（法国市镇平均） | 2022年           |
| 居民平均月收入                                   | 2,479欧元        | 2,435欧元             | 2022年           |
| 高级职员人均月收入                               | 不详             | 4,331欧元             | 2021年           |
| 中级职员人均月收入                               | 不详             | 2,470欧元             | 2021年           |
| 普通职员人均月收入                               | 不详             | 1,801欧元             | 2021年           |
| 贫困率                                           | 不详             | 14.5%                 | 2020年           |
| 青壮年（15至64岁）失业率                         | 4.3%             | 7.4%                  | 2020年           |
| 征税家庭数量占比                                 | 52.8%            | 45.5%                 | 2020年           |
| 家庭年均纳税                                     | 2,847欧元        | 4,393欧元             | 2022年           |
| 资料来源：INSEE、L'Internaute、Le Journal du Net |                  |                       |                  |

## 社会事务

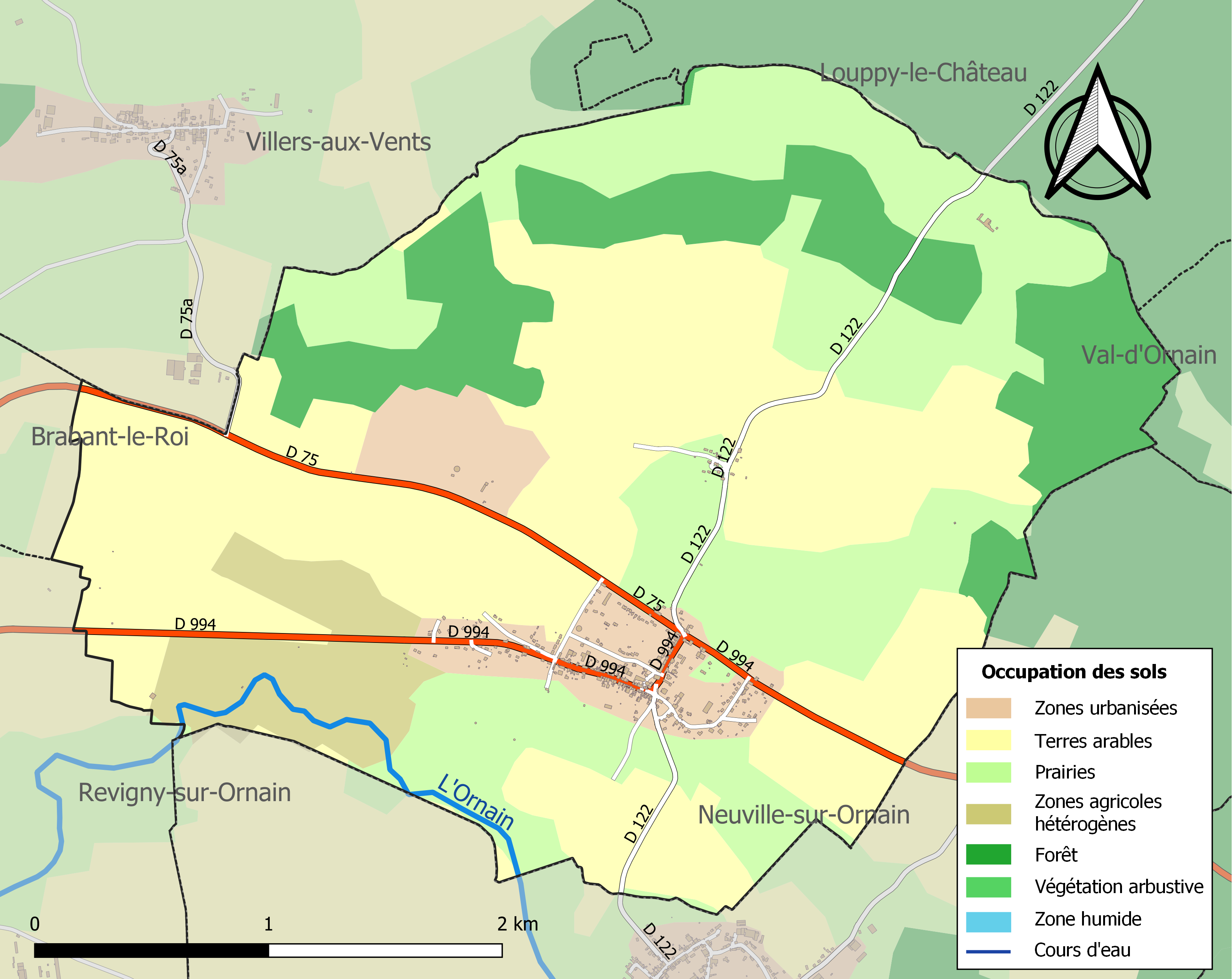
莱蒙土地利用情况地图

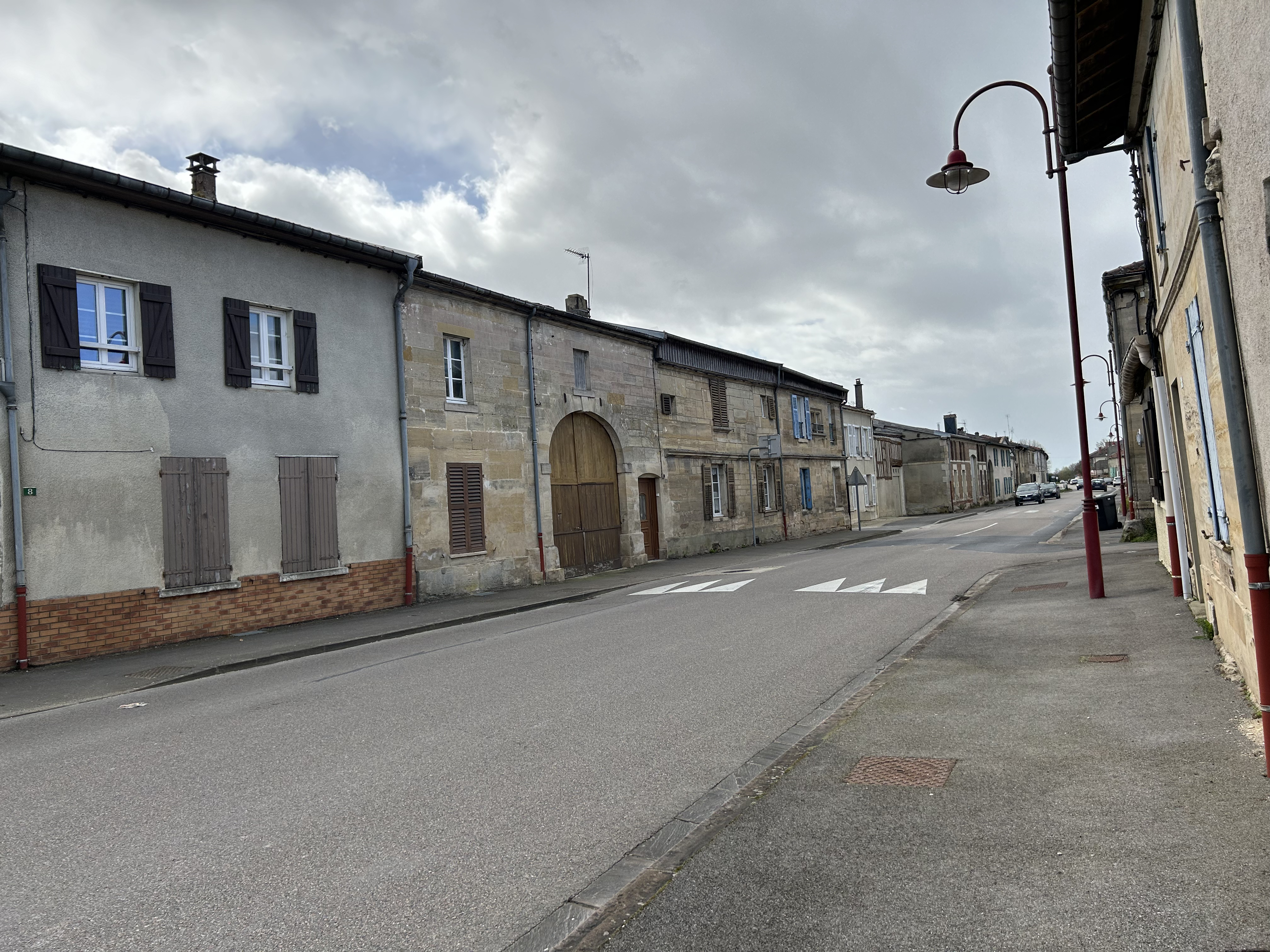
上街

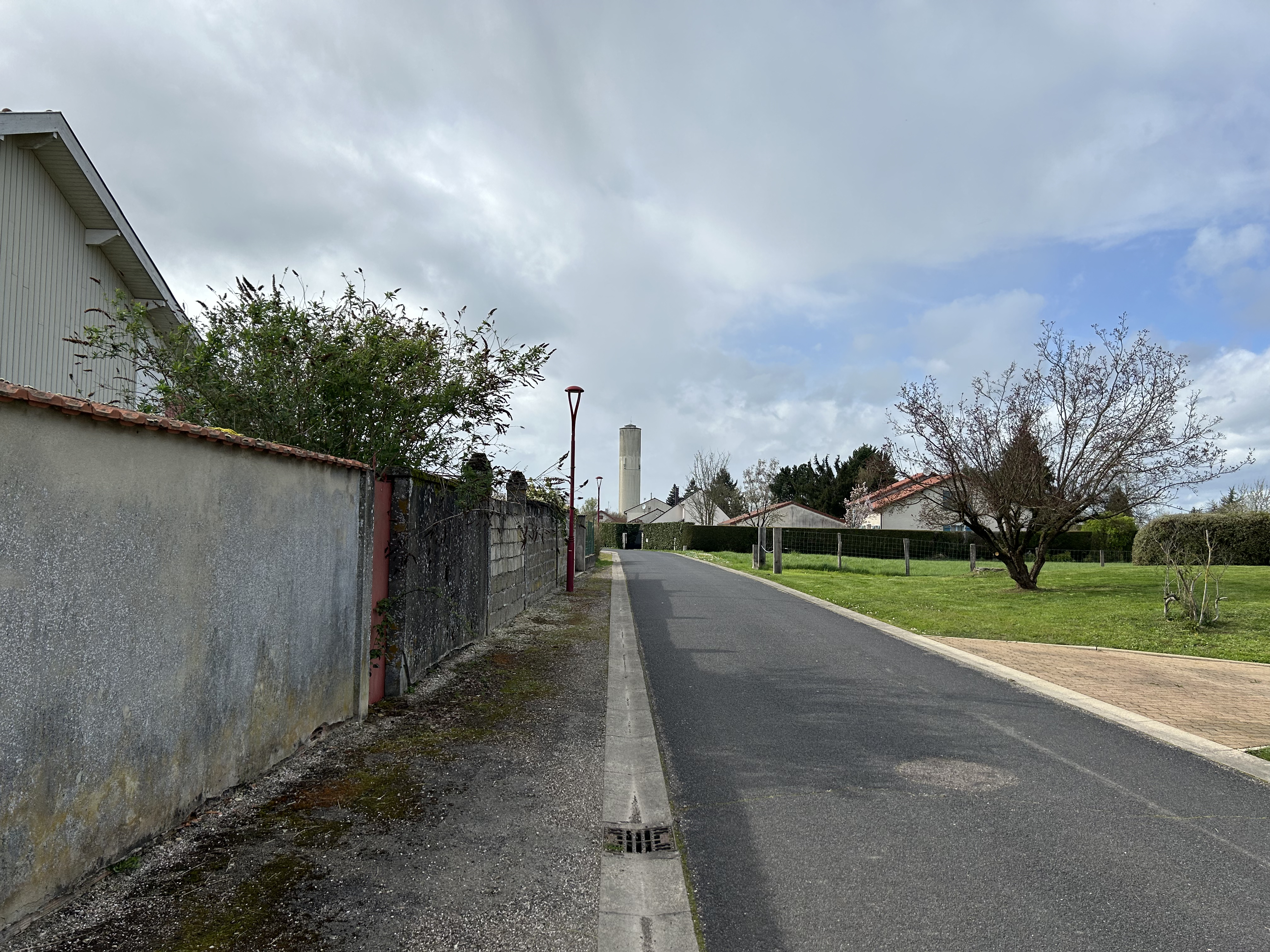
勒卡雄街附近的居民区

### 教育
莱蒙属于南锡-梅斯学区。截至2021年1月1日，莱蒙境内暂无任何教育机构。

### 医疗
截至2022年1月1日，莱蒙境内暂无任何医疗机构及从业人员。
距离莱蒙最近的区域性医疗机构为巴勒迪克中心医院，其全名为“巴勒迪克-凡-韦勒中心医院”（Centre hospitalier de Bar-le-Duc Fains-Véel），其主病区位于巴勒迪克市区北部，距离莱蒙市区的正常车程大约14分钟，该院设有床位283个，是当地规模最大的公立综合性医院。

### 住房
2020年，莱蒙境内共有各类住房207套，其中98.1%为独立式住宅，1.4%为集中式住宅。常住房屋占莱蒙市镇范围内居民建筑总量的89.9%。
在住房保障政策方面，2022年，莱蒙境内共有6户家庭获得了住房经济补助，受益人数占总人口数量的1.4%。

### 商业
2021年，莱蒙境内共有各类实体商铺7家，其中餐厅1家、面包房1家、汽车维修店1家。

### 体育
2021年，莱蒙境内共有1处足球或橄榄球场。
截至2024年3月，莱蒙境内暂无任何注册足球俱乐部。

### 环境
莱蒙的环境事务由其所属的奥尔南河畔勒维尼地区市镇公共社区联合各级政府协调负责。2021年，莱蒙境内共有1家污染企业。

### 治安
莱蒙及其附近的共239个市镇是科梅尔西国家宪兵队（zone gendarmerie de Commercy）的管辖范围。2020年，该宪兵队累计记录各类案件2,257起，其中盗窃类案件997起，经济类案件347起，毒品交易类案件136起。

## 文化

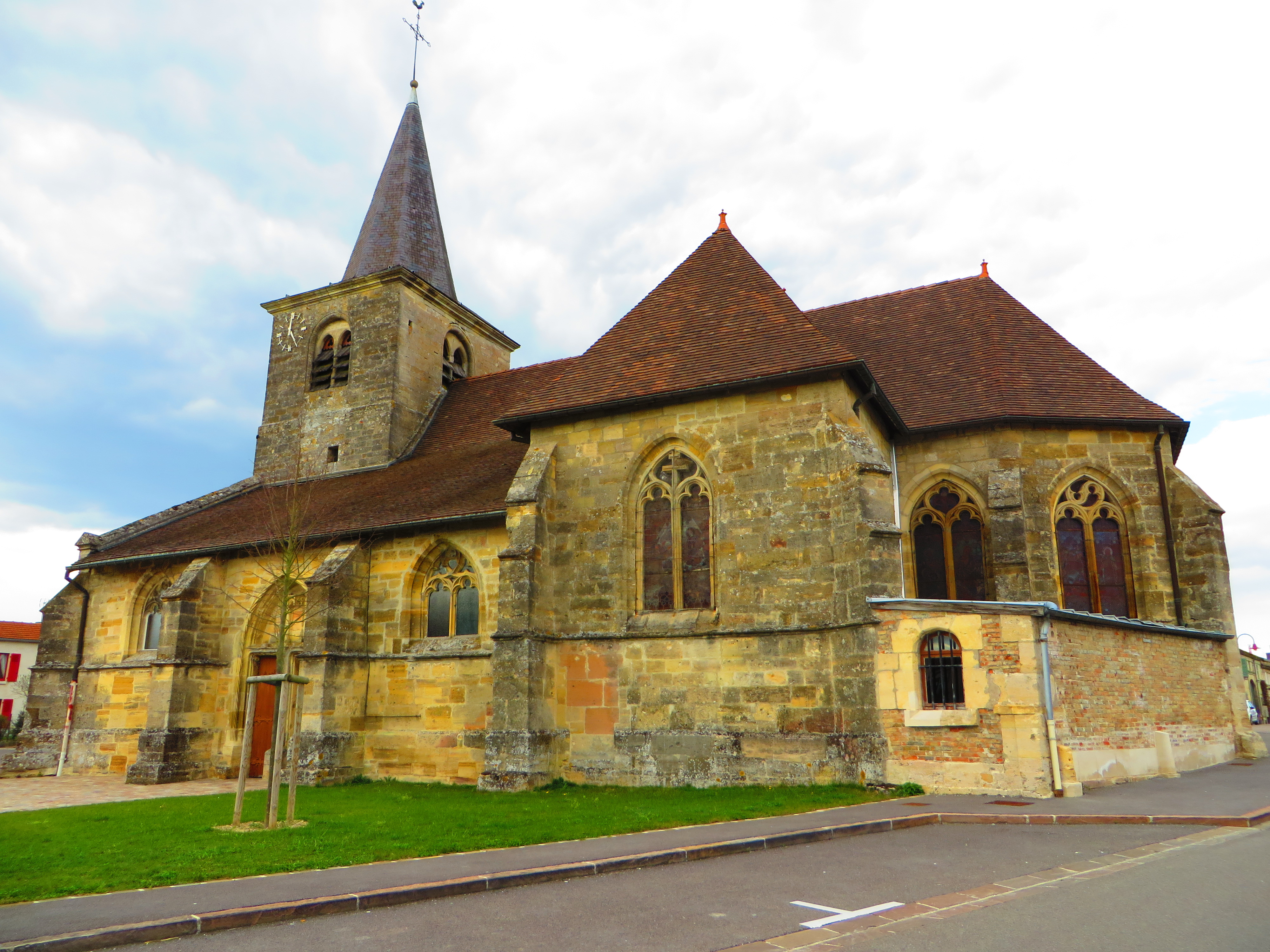
圣雷米教堂

2021年，莱蒙境内暂无任何文化设施。

### 建筑
莱蒙境内有多处历史建筑，其中莱蒙圣雷米教堂为法国国家文物保护单位，也是当地的地标性建筑物。

### 旅游
莱蒙的旅游事务由其所属的奥尔南河畔勒维尼地区市镇公共社区联合各级政府协调负责。2023年，莱蒙境内暂无任何游客接待设施。

### 媒体
法国主要的媒体均可在莱蒙接收，法国电视三台下属的大东部大区频道在部分时段播出莱蒙所在默兹省的地方新闻。《东部共和党人报》、《默兹资讯》杂志（Meuz’Info）、默兹省广播（Meuse FM）等为当地主要的地方性媒体。

## 友好城市
截至2024年4月，莱蒙暂未建立任何友好城市关系。